# 大宝化妆品
北京大宝化妆品有限公司，是中国的化妆品生产企业，主要生产“大宝”品牌的产品，总部位于北京经济技术开发区荣华中路12号。该公司成立於1999年，前身是成立於1985年的北京三露厂（以粉刺露、皮肤增白露、四肢脱毛露三种产品命名），2003年将厂区迁往亦庄。2008年7月被美国强生公司收购，其位于东城区永生巷4号的早期厂址2018年由首创集团接手，改称“咏园”。